# Agathia angustilimes
Agathia angustilimes är en fjärilsart som beskrevs av Louis Beethoven Prout 1926. Agathia angustilimes ingår i släktet Agathia och familjen mätare. Inga underarter finns listade i Catalogue of Life.